# Crème double
« Crème de Gruyère » redirige ici. Pour la marque de fromages industriels, voir La vache qui rit.

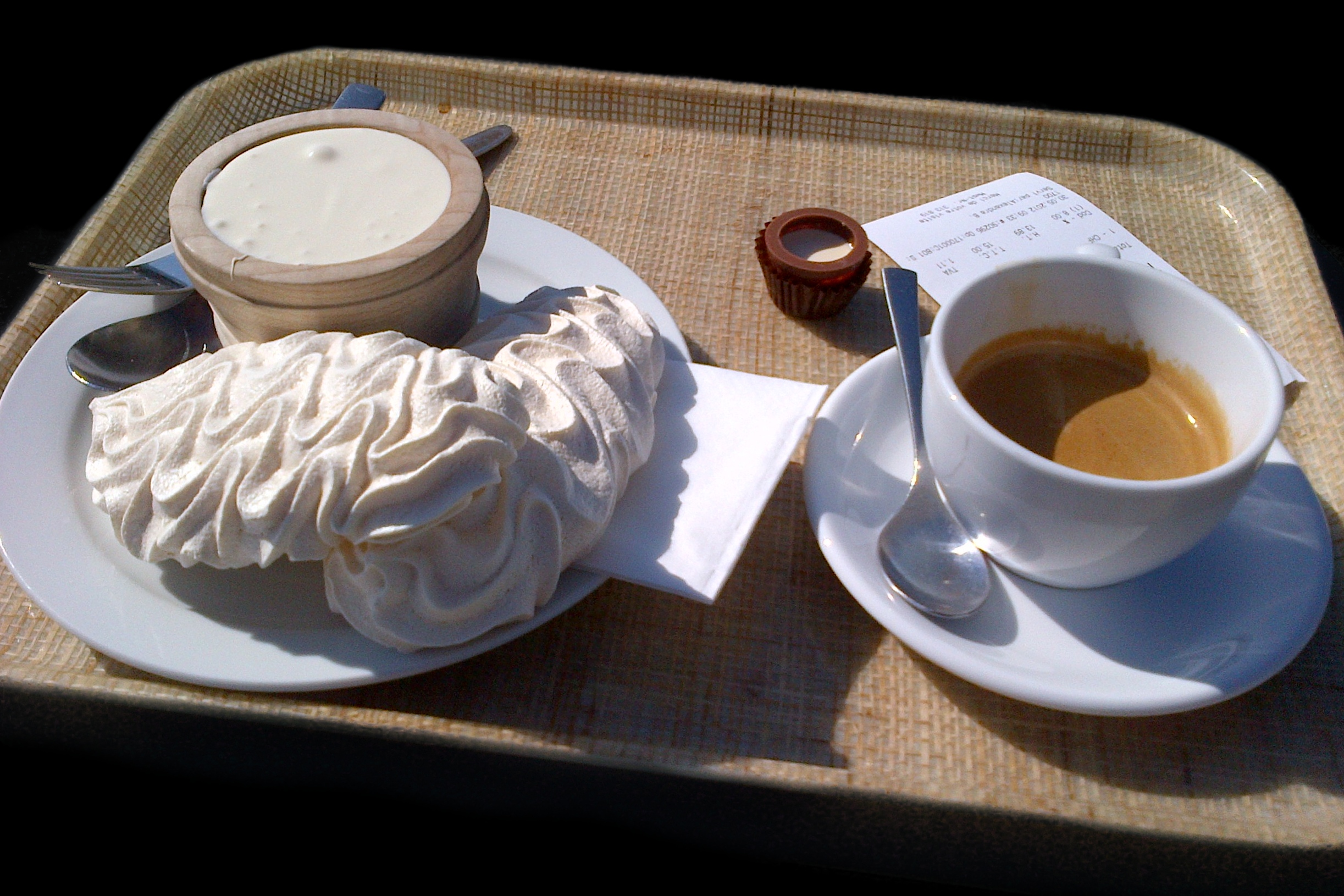
Un exemple de crème double: la crème de la Gruyère (à ne pas confondre avec la crème de Gruyère qui est plutôt une sorte de crème de fromage), souvent servie avec des meringues.

La crème double  est une mention de la crème alimentaire, un produit laitier d'au moins 30 % ou 45 % de matière grasse.

## Dans le commerce

### En France
La « double » crème est synonyme d'« épaisse », c'est la crème fraîche, soit au moins 30 % (celle-ci a subi une fermentation lactique).
« Double crème » (et non "crème double") est une mention pour un fromage ou spécialité fromagère qui contient de 60 à 75 % de matière grasse ; Triple crème en contient 75 % ou plus .

### En Suisse
La « crème double » doit contenir au moins 45 % de matières grasses. La « double crème de la Gruyère » produite à partir de lait de la Gruyère en contient souvent 50 %. Elle peut être soit pasteurisée, soit upérisée (UHT); elle n'est pas fermentée par des bactéries lactiques, et reste donc douce contrairement à la crème aigre.

Elle est particulièrement appréciée en dessert, très souvent accompagnée de meringues ou de fruits rouges, et traditionnellement servie dans un petit baquet en bois et avec une cuillère en bois sculpté. Elle est également utilisée pour faire le fameux gâteau du Vully, spécialité de la région du Vully, à Fribourg.
La crème de Gruyère est inscrite dans l'inventaire du Patrimoine culinaire suisse.